# Benedetto XIV Cento
La Benedetto XIV Cento è una squadra di pallacanestro della città di Cento, che partecipa al campionato di Serie A2.

## Storia
Fondata nel 1964 da alcuni giovani con passioni e principi comuni presso l'Oratorio di San Biagio, nel nome del papa a cui si deve l'elevazione di Cento a città, la Benedetto XIV è l'unica formazione locale partecipante a un campionato nazionale, nonché vero e proprio patrimonio culturale e storico di Cento e frazioni.
Protagonista di nove campionati consecutivi di Serie B d'Eccellenza tra il 1998-1999 e il 2006-2007, dopo aver perso quattro finali per la promozione in Legadue contro Scafati, Bergamo, Ferrara e Castelletto Ticino, cede il diritto sportivo alla partecipazione al campionato di competenza al Modena, al termine della stagione sportiva 2006/07.
Nell'estate del 2011, alcuni imprenditori e tifosi locali riportano un campionato nazionale a Cento tramite istanza di scissione con quel Castel Guelfo il cui Presidente è l'ex dirigente biancorosso Carlo Malaguti.
La società, rinominata ASD Benedetto XIV 2011 e sponsorizzata dalla Tramec Riduttori, vince il campionato di Divisione Nazionale C al primo tentativo, dopo aver chiuso al primo posto in classifica la stagione regolare e aver regolato Arser Bologna, Orva Lugo e Bakery Cortemaggiore nei play-off.
Il 18 giugno 2012, a meno di un mese dal terremoto che semina il panico in città, danneggia parte del centro storico e provoca la morte di alcune persone, la Benedetto XIV consegue la promozione in Divisione Nazionale B.
Nel corso di quella stessa stagione sportiva, Capitan Rorato e soci partecipano inoltre alle final eight di Coppa Italia che chiudono al secondo posto, dopo aver piegato la resistenza di Jadran Trieste e aver inflitto la prima sconfitta stagionale a Monticelli, prima di arrendersi in finale a Trapani, che chiuderà la stagione imbattuta.
L'anno successivo, dopo un avvio difficoltoso, la Benedetto XIV riesce a classificarsi in quarta posizione ed accedere ai play-off, venendo eliminata in semifinale da Ravenna che aveva chiuso la regular season al primo posto.
Nel 2013-14 partecipa nuovamente al campionato Divisione Nazionale B, classificandosi in 7ª posizione e sconfiggendo ai playoff la Fortitudo Bologna: al termine di questa stagione si chiude il rapporto con il coach Gabriele Giuliani e viene ingaggiato Marco Albanesi come nuovo allenatore dei biancorossi.
Nel 2014-15 si qualifica per la Final Four di Coppa Italia (sconfiggendo nelle eliminatorie la Mens Sana Siena) ma esce in semifinale. Vince il girone B della Serie B, ma ai quarti viene sconfitta da Lecco.
Per la stagione successiva viene confermato in panchina Marco Albanesi, poi esonerato l'8 novembre dopo una sconfitta casalinga contro Forlì. In sua sostituzione subentra Lanfranco "Lupo" Giordani, artefice nella stagione 2012-13 della promozione del Ravenna. La Benedetto XIV si classifica al 4º posto. Dopo aver superato Piombino nei quarti di finale dei playoff e la Bakery Piacenza, vincitrice della stagione regolare, in semifinale; cede a Forlì nella finale.
Nel 2016-17 viene confermato in panchina Lanfranco "Lupo" Giordani, che si dimette il 30 gennaio dopo una sconfitta a Padova. Giunge a sostituirlo Giovanni Benedetto, reggino, con due promozioni in bacheca (Latina 2009, Trapani 2011). La Benedetto XIV si classifica al 4º posto nel girone B. Nei playoff elimina Valsesia (5º nel girone A) nei quarti di finale e Moncalieri (1º nel girone A) in semifinale. Viene poi sconfitta in finale da Bergamo Basket 2014.
Nel 2017-18 viene confermato in panchina Giovanni Benedetto. La Benedetto XIV si classifica al 1º posto nel girone B. Nei playoff elimina San Giorgio su Legnano (8º nel girone A) nei quarti di finale, Montecatini (4º nel girone A) in semifinale e la Fiorentina Basket (2º nel girone A) in finale, vincendo tutte le serie senza subire sconfitte. Nelle Final Four di Montecatini sconfigge San Severo ed il 9 giugno 2018 approda per la prima volta nella storia in serie A2.
L'anno seguente retrocede al termine di una stagione iniziata con ambiziosi obiettivi ma proseguita tra errori e sconfitte, e conclusa con il precoce ritorno in B, nonostante l'avvicendamento di allenatore (Bechi per Benedetto) e direttore sportivo (Belletti per Pulidori).
Nel 2019-20 il campionato viene prima fermato causa Covid-19, poi definitivamente cancellato. La squadra, guidata da coach Matteo Mecacci, al momento della sospensione si trovava al 1º posto del girone C della serie B: per questo motivo la società presenta domanda di ripescaggio in A2, che viene accolta il 6 agosto 2020.
La Tramec Cento parteciperà quindi al campionato di A2 2020/2021.
Nella stagione 2020-21 la squadra guidata da coach Matteo Mecacci disputa un'ottima stagione, raggiungendo prima il suo obiettivo di salvezza e partecipa anche alla fase orologio.
Nella stagione 2021-22 guidata da coach Mecacci con i suoi assistenti Andrea Cotti e Giuseppe Ferlisi raggiunge per la prima volta nella sua storia i Playoff di Serie A2 con tre giornate d'anticipo, concludendo la classifica in sesta posizione.
La stagione 2022-23 segna la svolta per la squadra centese che chiude la regular season al secondo posto a pari punti con Pistoia Basket 2000 ma davanti per via degli scontri diretti a favore. Si tratta di un posizionamento storico in quanto il più alto mai raggiunto dal club. Al contempo la Tramec, a seguito dell'approvazione della nuova formula del Campionato di Serie A2 maschile 2022/2023, disputerà la seconda fase del campionato (comunemente detta "fase ad orologio") nel girone Giallo nel quale vi partecipano le prime tre squadre di ogni girone (Rosso e Verde) della fase di qualificazione.
Durante la stagione 2022-23, precisamente il 18 dicembre 2022, sempre sotto la guida del "condottiero" coach Mecacci la Tramec Cento batte in casa la Pallacanestro Chieti chiudendo l'andata del girone Rosso al secondo posto in classifica e accedendo di diritto per la prima volta nella sua storia al quarto di finale di Coppa Italia Lega Nazionale Pallacanestro che vede i biancorossi sfidare, in una gara secca, la terza classificata del girone Verde Blu Basket 1971. Al suo esordio in questa competizione, il 29 dicembre, alla Milwaukee Dinelli Arena, la Tramec vince una partita sofferta e combattuta fino alla fine ottendendo così una storica qualificazione per la Final Four, in programma l'11 e 12 marzo 2023 a Busto Arsizio presso la E-Work Arena. L'11 marzo la Tramec, considerata l'outsider della competizione nonché l'unica rappresentante del girone rosso, batte Cantù organizzatrice dell'evento, ma il giorno dopo i biancorossi si devono arrendere in finale contro la Cremona Vanoli che ha tenuto il controllo per tutta la partita.

## Numeri ritirati
Nel settembre 2019 è stato annunciato il ritiro della maglia numero 5, in memoria di Lorenzo Facchini, giocatore della Benedetto XIV a più riprese tra gli anni '80 e '90.

## Impianto di gioco
L'impianto di gioco è la Baltur Arena di Cento (in passato "Pala Ahrcos", "Pala Benedetto" e "Milwaukee Dinelli Arena"), la cui capienza è di 2.000 spettatori. L'impianto, inaugurato nel 1985, ha visto una importante ristrutturazione tra il 2018 e il 2020, nel quale la Benedetto ha giocato presso il PalaSavena di San Lazzaro di Savena.
Nel novembre 2020 la Milwaukee Dinelli Arena ha ospitato le Final Eight della Supercoppa LNP 2020.
Il 29 dicembre 2022 ha ospitato il primo storico quarto di finale della Benedetto in Coppa Italia Lega Nazionale Pallacanestro.

## Tifoseria
Il Settore Zimmer (Nuova Guardia, Old Lions ed altri gruppi) guida il tifo centese sia in casa che in trasferta. La rivalità più sentita è quella con Ferrara, mentre per quanta riguarda i gemellaggi, vi è quello con Baraonda Biancorossa di Pistoia e amicizie con Onda D'urto dell'Andrea Costa Imola e la Fossa Dei Leoni della Fortitudo Bologna.

## Settore giovanile
Dal 1995, assieme all'attività della prima squadra Benedetto XIV, viene fondata a Cento la ASD Benedetto 1964, la società che si occupa del settore giovanile e del Minibasket, con l'obiettivo di crescere le centinaia di giovani talenti, nonché futuri cittadini centesi. Oltre al costante dialogo con la prima squadra, il settore giovanile biancorosso si è dimostrato in costante crescita di rendimento e di numeri con l'inserimento nel proprio staff tecnico di allenatore di livello nazionale come Marco Sanguettoli, Marco Savini, Mauro Fornaro e Andrea Codato.
Nell'estate del 2024 le strade delle due realtà si dividono: la Benedetto XIV fonda un proprio settore giovanile, mentre la Benedetto 1964 prosegue le propria attività in maniera autonoma. 

## Roster 2024-2025
Aggiornato al 21 marzo 2025
| Benedetto XIV Cento 2024-2025 | Benedetto XIV Cento 2024-2025 |
| Giocatori                     | Staff tecnico                 |
| ----------------------------- | ----------------------------- |

| N. | Naz.                                     | Ruolo | Nome                  | Anno | Alt.   | Peso   |  |
| -- | ---------------------------------------- | ----- | --------------------- | ---- | ------ | ------ |  |
| 1  | Camerun (bandiera) · Italia (bandiera)   | C     | Georges Arthur Tamani | 2002 | 198 cm | 95 kg  |  |
| 3  | Italia (bandiera)                        | G     | Marco Ramponi         | 2005 |        |        |  |
| 4  | Italia (bandiera)                        | G     | Nicolas Tanfoglio     | 2005 | 180 cm | 73 kg  |  |
| 7  | Stati Uniti (bandiera)                   | G     | Terry Henderson       | 1994 | 196 cm |        |  |
| 8  | Italia (bandiera)                        | A     | Nicolas Alessandrini  | 2001 | 203 cm | 98 kg  |  |
| 9  | Italia (bandiera)                        | P     | Nicola Berdini        | 2003 | 185 cm | 80 kg  |  |
| 10 | Argentina (bandiera) · Italia (bandiera) | GA    | Carlos Delfino        | 1982 | 198 cm | 105 kg |  |
| 15 | Italia (bandiera)                        | P     | Alessandro Sperduto   | 2000 | 193 cm | 80 kg  |  |
| 21 | Stati Uniti (bandiera)                   | A     | Stacy Davis           | 1994 | 198 cm | 107 kg |  |
| 25 | Italia (bandiera)                        | C     | Lorenzo Benvenuti     | 1995 | 205 cm | 105 kg |  |
| 32 | Italia (bandiera)                        | G     | Vittorio Nobile       | 1995 | 193 cm | 91 kg  |  |

| Allenatore                                                     |
| - Emanuele Di Paolantonio                                      |
| Assistente/i                                                   |
| - Nessuno Legenda - (C) Capitano - (IN) Inattivo - Infortunato |

## Società

### Organigramma
Presidente: Gianni Fava
Vice Presidente e Dirigente Responsabile: Graziano Gallerani
General Manager: Renato Nicolai
Team Manager: Francesco Loreti
Resp. Comunicazione e Biglietteria: Thomas Marzioni
Addetto Stampa: Matteo De Rosa
Dir. Add. Arb. e UDC: Antonio Fantoni

### Staff tecnico
Allenatore: Emanuele Di Paolantonio
Primo Assistente: Andrea Cotti
Secondo Assistente: Giovanni Piastra
Preparatore Atletico: Francesco Del Santo
Fisioterapisti: Luca Malmusi, Tommaso Torriglia

## Partecipazione ai campionati
| Livello | Categoria    | Partecipazioni | Debutto   | Ultima stagione |
| ------- | ------------ | -------------- | --------- | --------------- |
| 2°      | A2           | 6              | 2018-2019 | 2024-2025       |
| 3°      | B1 / Serie B | 16             | 1994-1995 | 2019-2020       |
| 4°      | B2 / DNB     | 8              | 1990-1991 | 2013-2014       |
| 5°      | C1 / DNC     | 7              | 1982-1983 | 2011-2012       |